# Anaköy, Gevaş
Anaköy là một xã thuộc thành phố Gevaş, tỉnh Van, Thổ Nhĩ Kỳ. Dân số thời điểm năm 2011 là 241 người.